# Raymond de Marseille
Raymond de Marseille (actif à Marseille en 1141), astronome et astrologue, est peu connu quant à sa biographie. Il a cependant eu une grande influence dans l'astrologie horoscopique.

### Édition
- Raymond de Marseille. Opera omnia, édi. par Emmanuel Poulle, Marie-Thérèse d'Alverny, Charles Burnett, CNRS éditions, coll. "Sources d'histoire médiévale", 2009.
  - t. I : Traité de l'astrolabe. Liber cursuum planetarum, édition bi-lingue français-latin (1141), 2009, 404 p.
  - Liber judiciorum (1141). Attribué récemment à Jean de Séville.
- Nicolas de Cues a écrit une traduction d'un ouvrage d'alchimie, Theorica occultorum, attribué à un Marsiliensis Ramundis, qui est peut-être identique à Raymond de Marseille.

### Études
- Pierre Duhem, Le système du monde, 1915, t. III, p. 201-216.
- Marie-Thérèse d'Alverny, "Astrologues et théologiens au XIIe s.", apud Mélanges offerts à M.-D. Chenu, 1967, p. 31-50.
- Emmanuel Poulle, "Raymond of Marseilles", apud C. C. Gillipsie (édi.), Dictionary of Scientific Bibliography, New York, 1975, p. 321-323.
- Jean-Patrice Boudet, Entre science et nigromance, Publications de la Sorbonne, 2006, p. 68-74.